# Triticum polonicum
Triticum polonicum är en gräsart som beskrevs av Carl von Linné. Triticum polonicum ingår i släktet veten, och familjen gräs. Inga underarter finns listade i Catalogue of Life.

## Bildgalleri

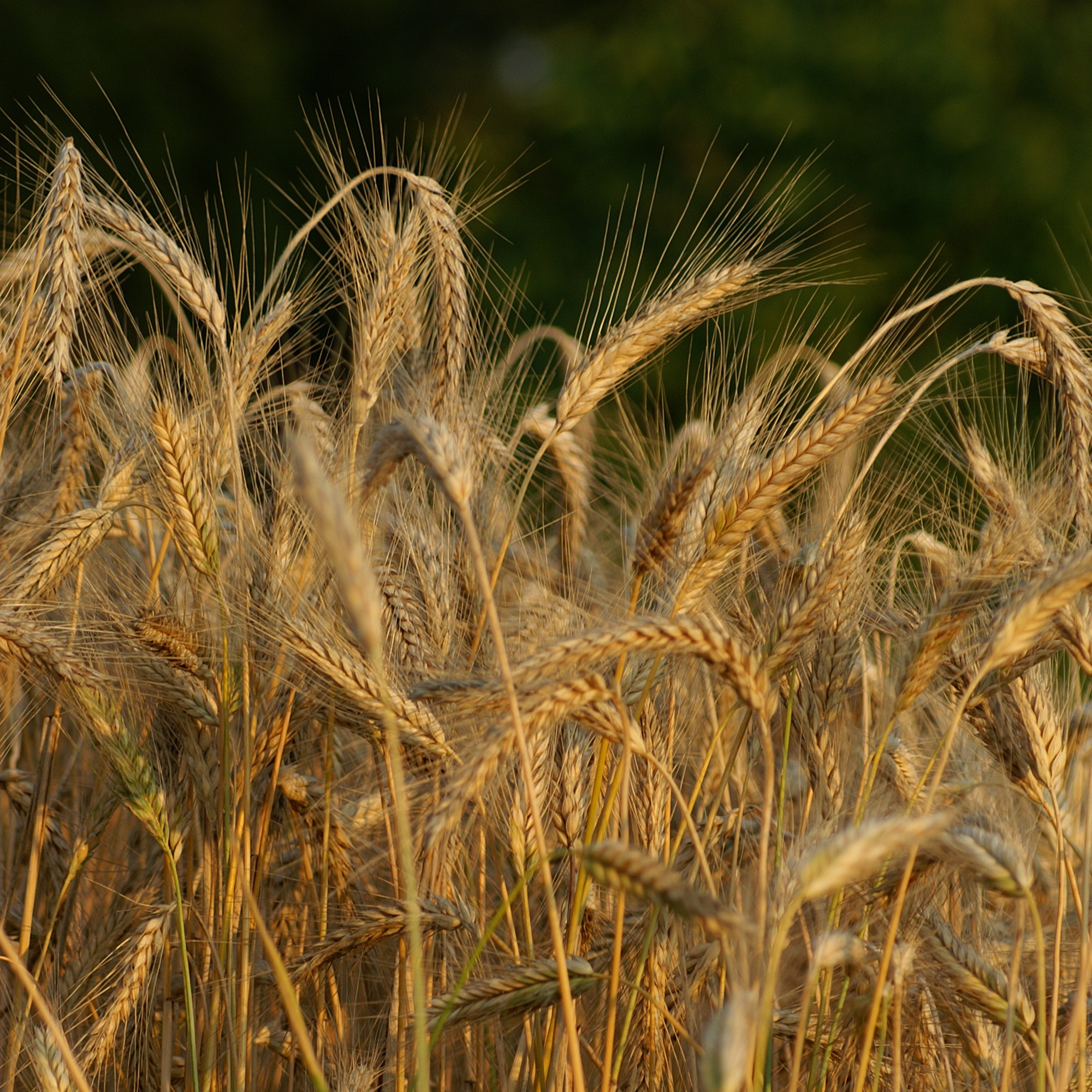
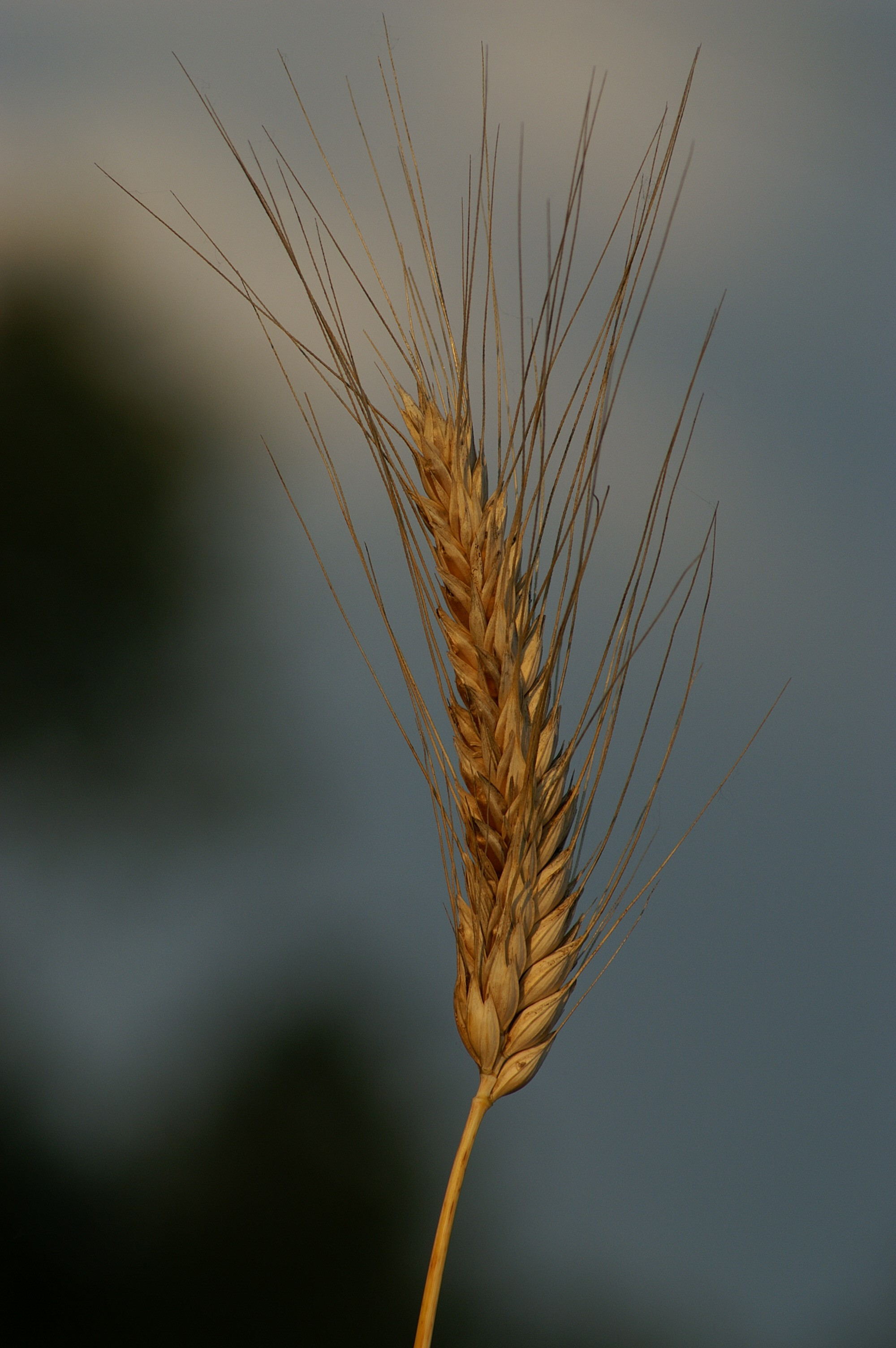
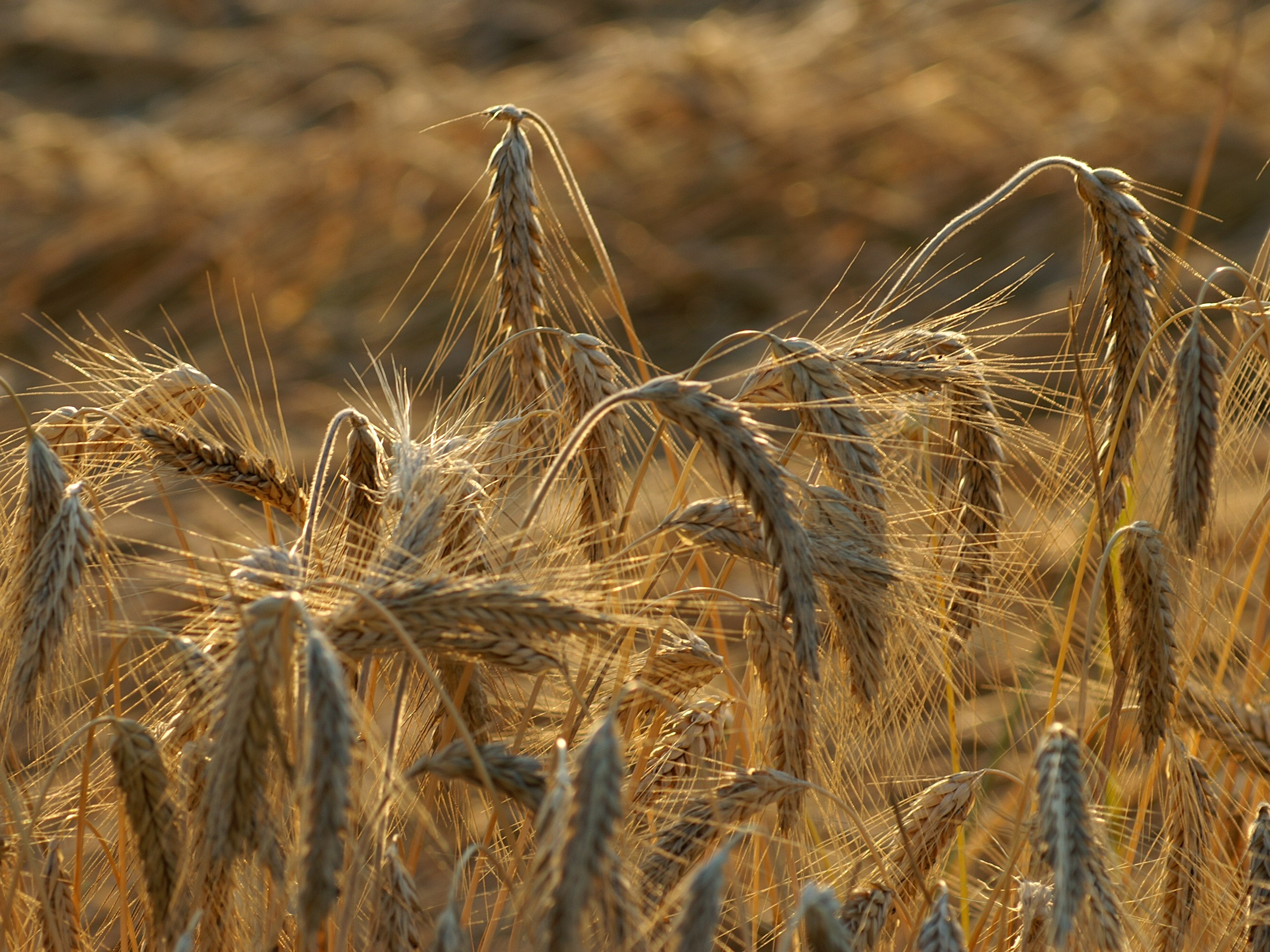
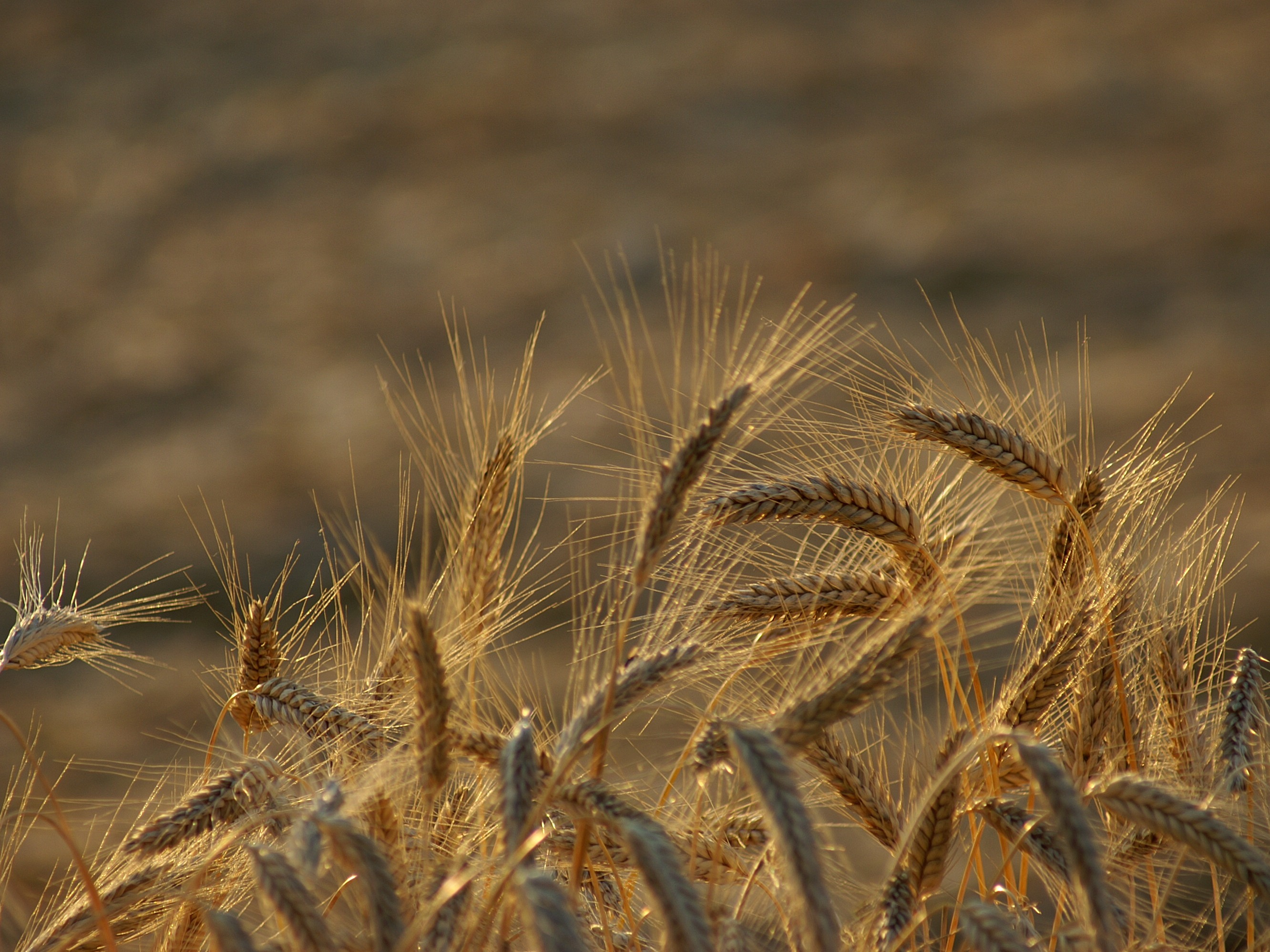
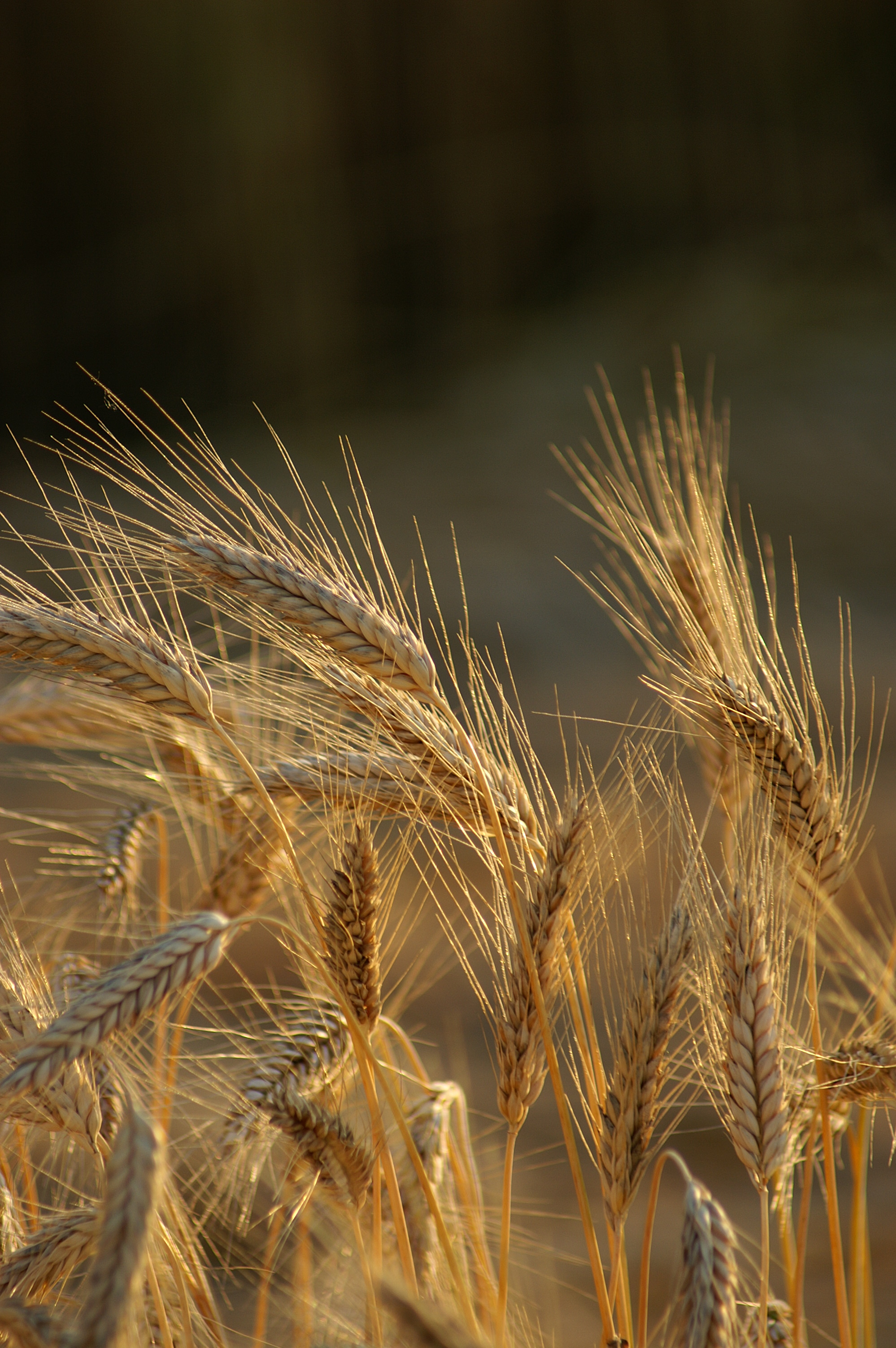
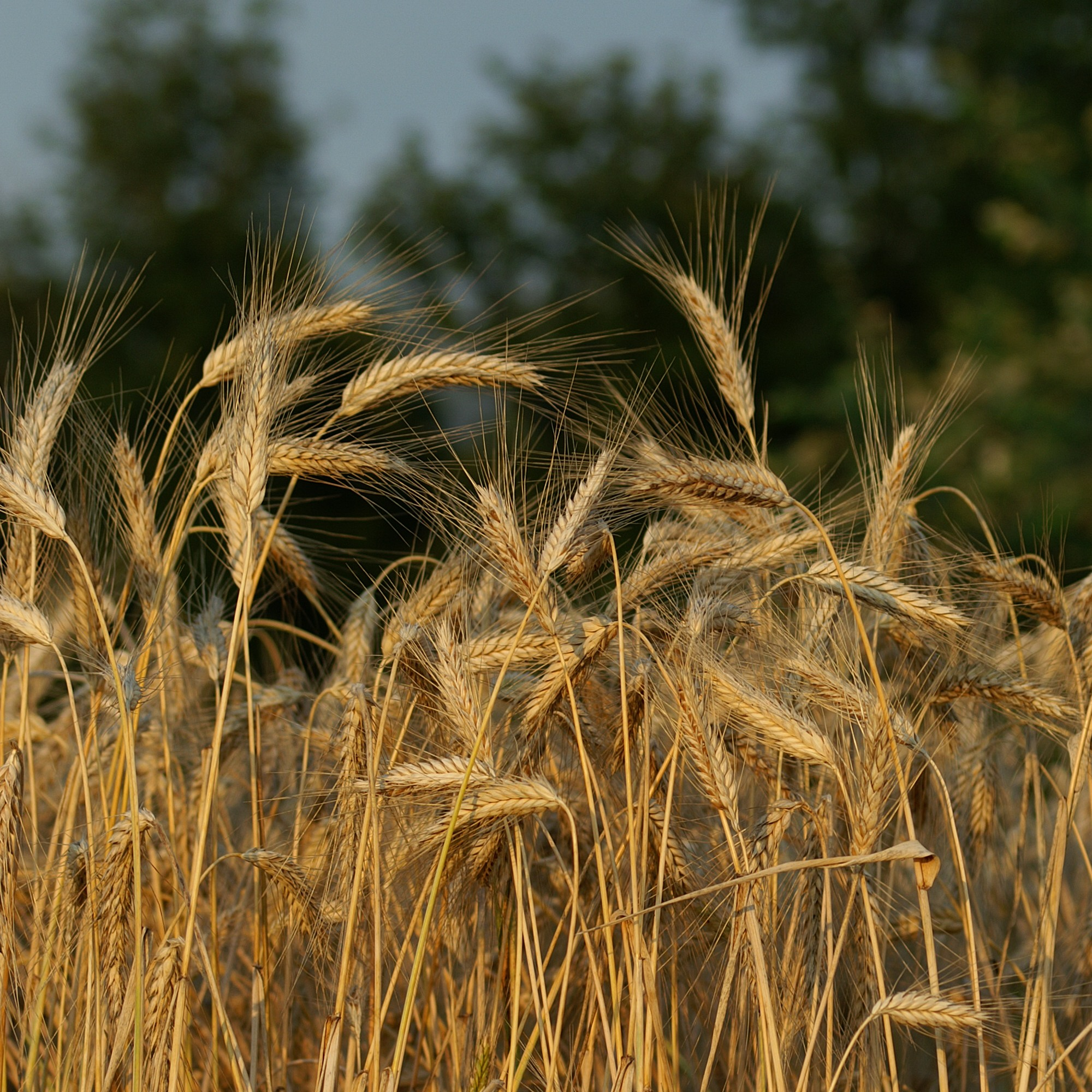